# Lijst van spelers van Rapid JC
Dit is een lijst van voetballers die minimaal één officiële wedstrijd hebben gespeeld in het eerste elftal van de Nederlandse voormalig betaaldvoetbalclub Rapid JC (Rapid Juliana Combinatie), voorgangers Bleijerheide en voormalig NBVB-club Rapid '54.

## A
- Johan Adang (J & R54)

## B
- Frans van Balkom
- Rainer Barwasser
- Karel Bauling
- Hub Bisschops (R54)
- Harry Brüll

## C
- Wiel Coerver (R54)
- Piet Coumans
- Deu Cox

## D
- Douwe Damsma

## E
- Toon Ederveen
- Paul Ewe

## F
- Feyen (J)
- Adam Fischer (J)
- Freije (J)

## G
- Theo van Gemert
- Jan Gösgens

## H
- Leo Habets
- Giel Haenen
- Hubert Hanneman (R54)
- Herbert Herbst
- Hennie Hollink
- Harrie van 't Hoofd (J)

## J
- Sjra Jacobs
- Huub Janssen (R54)

## K
- Herbert Kalz
- Pierre Kusters

## L
- Hub Lenz (J)
- Mat Loo (J)
- Pierre Lücker

## M
- Noud van Melis (R54)
- Herman Meuser (R54)
- Sjef Mommertz
- Karel Muyres

## P
- Sjef Pinckers

## R
- André Ravestijn (J)
- Leen van Rikxoord (R54)
- Gerard Rumpen (R54)
- Frans Rutten

## S
- Hein Schaffrath (R54)
- Wiel Smeets
- Frans Stalman
- Frans Starremans
- Piet Strolenberg
- Hein Strouken (R54)

## T
- Willy Thoen
- Sef Timmermans (J)

## V
- Jo Vondenhoff
- Heinz Vroomen
- Hub Vroomen

## W
- Jef Weijers
- Leo Wesolek (R54)
- Jacques Wings